# Philipp Nawrath
Philipp Nawrath, né le 13 février 1993 à Füssen, est un biathlète allemand.

## Carrière
Il représente le club SK Nesselwang.
En 2014, pour ses débuts internationaux, il est champion du monde junior en relais à Presque Isle. Lors de ses championnats, il se classe aussi septième du sprint et neuvième de l'individuel notamment.
Durant la saison 2016-2017, il monte sur un podium en IBU Cup à Obertilliach, il fait ses débuts en Coupe du monde plus tard dans l'hiver à Kontiolahti, où il marque ses premiers points avec une 34e place sur le sprint. Au cours de la saison 2017-2018, il obtient un top dix à Hochfilzen, où il est neuvième du sprint.
En décembre 2018, il gagne une manche de l'IBU Cup à Idre.
Aux Championnats du monde, il est notamment douzième du sprint.
C'est en début d'année 2020 que Nawrath enregistre ses meilleurs résultats en date dans la Coupe du monde avec une septième place au sprint de Ruhpolding et une quatrième place à l'individuel de Pokljuka.
En 2020-2021, il est essentiellement actif dans l'IBU Cup, où il remporte trois manches et domine le classement général jusqu'à l'ultime course où son rival Filip Fjeld Andersen le dépasse malgré un déficit de 30 points, car Nawrath ne termine que 17e à Obertilliach.
Il effectue l'intégralité de la saison 2021-2022 en Coupe du monde et dispute en tant que titulaire les Jeux olympiques à Pékin, où il est notamment proche de la médaille avec les relais mixte et masculin allemands (5e et 4e). Signant également trois top 6 en Coupe du monde, dont une cinquième place sur la mass-start finale à Oslo, il termine la saison au 18e rang du classement général.
Le 2 décembre 2023, il remporte sa première victoire en Coupe du monde à l'occasion du sprint d'Östersund avec un sans-faute au tir et le deuxième temps de ski du jour.
Le 12 février 2025, en ouverture des championnats du monde à Lenzerheide, il obtient la médaille de bronze du relais mixte en compagnie de Selina Grotian, Franziska Preuß et Justus Strelow.

## Palmarès

### Jeux olympiques d'hiver
| Édition \ Épreuve | Individuel | Sprint | Poursuite | Mass start | Relais | Relais mixte |
| ----------------- | ---------- | ------ | --------- | ---------- | ------ | ------------ |
| Pékin 2022        | —          | 22e    | 19e       | 23e        | 4e     | 5e           |

Légende : 
- : première place, médaille d'or
- : deuxième place, médaille d'argent
- : troisième place, médaille de bronze
- — : non disputée par Nawrath

### Championnats du monde
| Mondiaux / Épreuve      | Individuel | Sprint | Poursuite | Mass start | Relais                    | Relais mixte              | Relais mixte simple |
| 2019 Östersund          | —          | 12e    | 21e       | 15e        | —                         | —                         | —                   |
| 2020 Antholz-Anterselva | 47e        | —      | —         | —          | —                         | —                         | —                   |
| 2023 Oberhof            | 9e         | —      | —         | —          | —                         | —                         | 6e                  |
| 2024 Nové Město         | —          | 16e    | 21e       | 10e        | 4e                        | 5e                        | —                   |
| 2025 Lenzerheide        | —          | 18e    | 44e       | 16e        | Médaille de bronze, monde | Médaille de bronze, monde | —                   |

Légende : 
- : troisième place, médaille de bronze
- — : non disputée par Nawrath

### Coupe du monde
- Meilleur classement général : 14e en 2025.
- 15 podiums :
  - 4 podiums individuels : 1 victoire, 1 deuxième place et 2 troisièmes places.
  - 10 podiums en relais : 1 victoire, 3 deuxièmes places et 6 troisièmes places.
  - 1 podium en relais mixte : 1 troisième place.

Mis à jour le 23 mars 2025

#### Classements en Coupe du monde
| Saison    | Classement général final | Individuel | Sprint | Poursuite | Mass start |
| 2016-2017 | 95e                      |            | 80e    | nc        |            |
| 2017-2018 | 60e                      | nc         | 56e    | 62e       |            |
| 2018-2019 | 33e                      | 43e        | 28e    | 44e       | 26e        |
| 2019-2020 | 38e                      | 24e        | 52e    | 44e       | 37e        |
| 2020-2021 | 67e                      |            | nc     | 49e       |            |
| 2021-2022 | 18e                      | nc         | 15e    | 19e       | 16e        |
| 2022-2023 | 28e                      | 12e        | 31e    | 28e       | 28e        |
| 2023-2024 | 15e                      | 41e        | 6e     | 12e       | 14e        |
| 2024-2025 | 14e                      | 29e        | 10e    | 12e       | 13e        |

#### Victoires
| Saison \ Épreuve | Individuel | Sprint    | Poursuite | Mass start | Total |
| ---------------- | ---------- | --------- | --------- | ---------- | ----- |
| 2023-2024        |            | Östersund |           |            | 1     |
| Total            | 0          | 1         | 0         | 0          | 1     |

Dernière mise à jour le 2 décembre 2023

### Championnats d'Europe
- Médaille d'argent au relais mixte en 2021.
- Médaille de bronze du sprint en 2023.

### Championnats du monde junior
- Médaille d'or du relais en 2014.

### IBU Cup
- 2e du classement général en 2021.
- 12 podiums, dont 6 victoires.

Palmarès au 15 mars 2021

## Vie privée
En dehors du biathlon, Philipp Nawrath exerce la profession d'officier de police. Il est en couple avec la biathlète norvégienne Karoline Knotten depuis la mi 2023.